# Begonia mbangaensis
Espèce
Statut de conservation UICN

 VU B2ab(iii) : Vulnérable
Begonia mbangaensis Sosef est une espèce de plantes de la famille des Begoniaceae, qui fait partie de la section Scutobegonia.
Décrite en 1991 par Marc Simon Maria Sosef, elle est subendémique du Cameroun, rencontrée également en Guinée équatoriale et au Gabon.

## Étymologie
Son épithète spécifique mbangaensis fait référence à Mbanga (Akom II), un village du Cameroun situé entre Kribi et Ebolowa, près duquel l'holotype a été collecté par René Letouzey.

## Description
C'est une petite herbe rhizomateuse pouvant atteindre 10 cm de hauteur.

## Répartition géographique
Longtemps l'espèce a été considérée comme endémique du sud du Cameroun, à partir du premier spécimen récolté en 1968 par Letouzey au mont Nkolesesan, près de Mbanga, puis ceux trouvés par Tchouto en 2004, près de Lolodorf et Bipindi. 
Cependant elle a par la suite été observée au sud-ouest du pays, également sur un site en Guinée équatoriale (Région continentale) et sur trois sites au centre et centre-sud du Gabon.